# 1980년대 석유 공급과잉
1980년대 석유 공급과잉은 1970년대 에너지 위기 이후 수요감소에 따른 원유의 심각한 공급과잉을 일컫는다. 또다른 말로는 역(逆)오일쇼크라고 불린다.

## 배경
제2차 오일쇼크직후, 국제유가는 1980년에 배럴당 35달러(인플레이션 조정 시 2021년 달러로 배럴당 115달러에 해당) 이상으로 정점을 찍었다. 그러다가1986년에 27달러에서 10달러 아래로 떨어졌다.(2021년 달러로 67달러에서 25달러로) 공급과잉 원인은 1970년대, 특히 1973년과 1979년의 에너지 위기로 인해 산업 국가의 경제 활동이 둔화되고 높은 연료 가격에 촉발된 에너지 절약의 결과로 1980년대 초에 시작되었다. 인플레이션을 조정한 2004년 원유의 실질 달러 가치는 1981년 평균 78.2달러에서 1986년 배럴당 평균 26.8달러로 떨어졌다.
1981년 6월 뉴욕 타임스는 "석유 과잉"이 도래했다고 선언했고 Time은 "세계는 일시적으로 석유 과잉 속에 떠 있다"고 말했다. 그러나 뉴욕 타임스는 다음 주에 "과잉"이라는 단어가 오해의 소지가 있으며 일시적인 과잉으로 인해 가격이 다소 하락했지만 가격은 여전히 에너지 위기 이전 수준보다 훨씬 높다고 경고했다. 이러한 감정은 1981년 11월 Exxon의 CEO가 과잉을 일시적인 잉여로 규정하고 "glut"(과잉)이라는 단어가 "과장된 언어에 대한 미국의 경향"의 예라고 설명했을 때 반향을 일으켰다. 그는 과잉 공급의 주요 원인이 소비 감소라고 썼다. 미국, 유럽, 일본에서는 1979년부터 1981년까지 석유 소비가 13% 감소했는데, 이는 "석유 수출국 기구 및 기타 석유 수출국의 대규모 유가 상승에 대한 반작용"이었다. 1973년 가격 인상 중에 시작된 추세였다.
1980년 이후에는 수요 감소와 생산 증가로 인해 세계 원유시장이 공급과잉 상태가 되었다. 그 결과 유가가 6년 동안 하락하여 1986년 한 해에만 가격이 절반으로 떨어졌다.

## 생산량 증가

### 비OPEC
1980년대 동안 상업적 탐사가 시베리아, 알래스카, 북해, 멕시코만의 주요 비OPEC 유전을 개발하고 소련이 세계 최대의 석유 생산국이 되면서 중동 생산에 대한 의존도가 감소했다. 브라질, 이집트, 인도, 말레이시아, 오만 등 OPEC 이외의 소규모 생산국들은 1979년과 1985년 사이에 생산량을 두 배로 늘려 하루에 총 300만 배럴을 생산했다.

#### 미국
1979년 4월, 지미 카터 미국 대통령은 가격이 전적으로 자유 시장에 의해 결정되도록 1981년 10월까지 석유 제품으로부터 가격 통제를 제거하는 행정 명령에 서명했다. 카터의 후임자인 로널드 레이건은 1981년 1월 28일 행정명령에 서명하였고, 이 명령은 즉시 그 개혁을 제정하여 자유 시장이 미국의 유가를 조정할 수 있게 했다. 그것은 시장에서 오래된 석유의 철수와 인위적인 부족을 종식시켰고, 이것은 석유 생산의 증가를 부추겼다. 미국의 석유 횡재 이익세는 1981년 8월에 인하되었고, 1988년에 철폐되어 미국의 석유 생산자들에 대한 인센티브를 중단시켰다.
게다가, 알래스카 횡단 파이프라인 시스템은 1977년에 착공하기 시작했다. 알래스카 프루도 만 유전은 1988년에 미국 전체 원유 생산량의 25%인 200만 배럴의 원유를 공급하면서 최고 생산량에 진입했다.

#### 북해유전
2차례 석유위기는 북해지역의 해저유전 개발을 촉진시켰다. 1970년 봄 북해 중부 노르웨이 해역의 에코피스크에서 대규모 유전지대를 발견했다. 1970년대와 1980년대에 발견은 기하급수적으로 증가했고, 북해 대륙붕 전체에 걸쳐 새로운 해저유전 개발되었다.

### OPEC
1980년부터 1986년까지 OPEC은 석유의 높은 가격을 유지하기 위해 석유 생산을 몇 번, 그리고 거의 절반으로 줄였다. 그러나, 그것은 뛰어난 위치를 유지하는 데 실패했고, 1981년에 이르러, 그것의 생산량은 OPEC이 아닌 국가들에 의해 추월당했다. OPEC은 세계 시장에서 차지하는 비중이 1970년대의 절반 수준에서 1985년에는 3분의 1 이하로 떨어졌다. 1982년 2월, 보스턴 글로브는 1977년에 정점을 찍은 OPEC의 생산량이 1969년 이후 가장 낮은 수준이라고 발표했다. 당시 비 OPEC 국가들은 서방 국가들의 수입품 대부분을 공급하고 있었다.
OPEC 회원국들은 어떤 조치를 취할 것인지에 대해 의견이 나뉘기 시작했다. 1985년 9월, 사우디아라비아는 OPEC의 다른 지역으로부터의 높은 생산량에 직면하여 자체 생산을 줄임으로써 사실상의 가격 인상에 진저리가 났다. 1985년 일일 생산량은 약 350만 bpd로 1981년의 약 1000만 bpd에 비해 감소했다. 이 기간 동안 OPEC 회원국들은 가격 안정을 유지하기 위해 생산 쿼터를 충족해야 했지만, 많은 국가들은 더 높은 쿼터를 달성하기 위해 비축량을 부풀리거나, 사기를 당하거나, 쿼터에 동의하는 것을 노골적으로 거부했다. 1985년 사우디는 이러한 행동에 지쳤고 규율이 없는 OPEC 국가들을 처벌하기로 결정했다. 사우디는 스윙 생산자로서의 역할을 포기하고 완전한 생산을 시작하여 "OPEC의 많은 동료들을 화나게 한 거대한 흑자"를 만들었다. 고비용의 석유 생산 시설들은 수익성이 떨어지거나 심지어 나빠졌다. 그 결과 유가는 배럴당 7달러까지 떨어졌다.

## 수요량 감소

### 미국
미국의 새로운 승용차 연비는 1978년 미국 갤런(14L/100km)당 17마일에서 1982년 미국 갤런(11L/100km)당 22마일 이상으로 30% 이상 증가했다. 미국은 소비 감소로 인해 1982년과 1983년에 석유의 28%를 수입했는데, 이는 1977년의 46.5%보다 감소한 수치이다.

### 브라질
자세한 정보:브라질의 에탄올 연료 역사

## 영향
1986년의 유가 폭락은 미국과 일본, 서유럽등 선진국들 그리고 개발도상국들에게 혜택을 주었다. 그러나 북유럽의 산유국들, 소련, OPEC에게는 심각한 수익 손실을 주었다.

### 산유국에 끼친 영향
1981년, 미국 타임지는 원유의 과잉공급이 일부 석유수출국들의 정부 지출예산을 더 조이는 원인이 되고 있다고 보도했다. 멕시코는 1982년에 경제와 부채 위기를 겪었다. 베네수엘라 경제는 위축되었고 인플레이션 수준(소비자 물가 상승률)은 상승하여 1982년부터 1986년까지 6~12% 사이에 머물렀다. 심지어 사우디아라비아의 경제력도 크게 약화되었다.
이라크는 이란-이라크 전쟁을 치렀고 전쟁비용은 많이 들고 석유 판매수입이 적었다. 쿠웨이트가 석유 공급과잉에 기여했고, 이라크 - 쿠웨이트간 국경지대의 루마일라 유전에서 쿠웨이트측으로 석유를 퍼올렸다는 소문에 이라크는 반발했다. 이라크는 1990년 쿠웨이트를 침공해 생산과 판매수입을 늘리고 부채를 탕감할 계획을 세웠고, 이로 인해 1차 걸프전이 벌어졌다.
공급과잉은 알제리를 경제 불황으로 이끌었고 정치에 직접적인 영향을 미쳤다. 1984년에 독재 정권인 차들리 벤제디드는 이슬람 반대파와 타협해야 했고 1987년에 사회주의를 해체하는 경제 개혁을 시작해야 했다. 1988년 10월 폭동 이후 그는 헌법을 두 번 개혁했고, 불만이 증가하는 가운데 정치 공간을 자유화했으며, 그의 당이 이슬람주의자들에게 첫 다당제 선거에서 패배하면서 군부에 의해 축출되었다.
소련은 1985년 이전에 세계 주요 산유국이 되었으나, 유가의 하락은 소련 공산주의 체제의 최종 붕괴의 원인이 되었다.
미국에서는 국내 탐사와 적극적인 시추 장비의 수가 크게 줄었다. 1985년 후반에는 거의 2,300개의 시추선이 있었고, 1년 후에는 1,000개도 되지 않았다. 미국독립석유협회의 자료에 따르면 1985년 11,370명이었던 미국의 석유 생산자 수는 1989년 5,231명으로 감소했다. 산유국들은 투자 손실이 두려워 새로운 유전 개발을 보류했다. 2007년 5월, 엑손모빌과 같은 회사들은 1981년에 했던 새로운 석유를 찾기 위한 투자를 거의 하지 않았다.
캐나다는 1980년 NEP(National Energy Program)로 1970년대의 높은 에너지 가격에 대응했다. 이 프로그램은 1985년까지 운영되었다.

### 소비국에 끼친 영향
대한민국의 경제는 석유 공급과잉 여파로 3저 호황이 발생하자 1986년 이래 3년 동안 연 10% 이상의 고도성장이 지속되었고, 사상 최초로 46억 달러의 경상수지 흑자를 기록했다. 4년 연속 경상수지 흑자로 총외채잔고가 1985년말 468억달러(순외채 355억달러)에서 1989년말 294억달러(순외채 30억달러)까지 감소했다.

## 같이 보기
- 2020년 러시아-사우디아라비아 유가 전쟁